# Kazimierz Grochmalski
Kazimierz Grochmalski (ur. 1951) – polski dramaturg, poeta, pisarz, reżyser, performer, aktor, twórca Teatru Maya oraz Teatru Plastyków, wykładowca akademicki.

## Życiorys
W 1974 założył w Poznaniu ceniony w świecie Teatr Maya, w skład którego weszli aktorzy i plastycy. Był to teatr ruchu, gestu i obrazu, który stworzył indywidualną metodę pracy nad językiem komedii. Autorem koncepcji teatru był Grochmalski, jego metoda pracy teatralnej pt. „kompozycja komediowa”, była prezentowana na całym świecie podczas 106 zagranicznych tournée w 22 krajach.
Teatr przez kilkanaście lat działał przy Uniwersytecie im. Adama Mickiewicza, następnie od 1990 funkcjonował jako teatr prywatny. Zespół wraz z reżyserem uczestniczył w międzynarodowych festiwalach i spotkaniach. Ze względu na liczne tournee w Europie, Azji i Afryce, teatr został nawet nazwany „teatrem podróżującym”. Teatr Maya Grochmalskiego był organizatorem m.in. Międzynarodowych Spotkań Teatru i Sztuki Expanded Theatre.
Teatr Grochmalskiego odnosił liczne sukcesy, zdobywał międzynarodowe nagrody oraz ceniony był przez europejską krytykę teatralną, m.in. sukcesy na Międzynarodowym Festiwalu Teatralnym w Lizbonie za „Sztukę umierania” wg K. Grochmalskiego, sukces artystyczny w Japonii, Portugalii i Finlandii.
Jednym z adeptów teatralnej sztuki Kazimierza Grochmalskiego w Teatrze Maya był Zbigniew Brzoza, późniejszy reżyser teatralny i telewizyjny, wykładowca w łódzkiej Państwowej Wyższej Szkole Filmowej Telewizyjnej i Teatralnej. Po latach Zbigniew Brzoza wspominał: Dopiero, kiedy jako student, założyłem swoją grupę teatralną, przypadkiem trafiłem na warsztaty prowadzone przez Kazimierza Grochmalskiego z alternatywnego, poznańskiego teatru Maya. To było chyba w roku 76. Tam poznałem sposób pracy nad spektaklem oparty na metodzie improwizacji. Tam też, po raz pierwszy zetknąłem się ze środowiskiem zafascynowanym Grotowskim i Teatrem Ósmego Dnia. To środowisko, wywodzące się z inteligencji, zafascynowane konstelacją, miało coś, co odróżniało je od reszty mieszkańców PRL-u – jakąś swobodę i jakąś tęsknotę za wspólnotą, podobną do tej, którą poznałem w domu na Cyganeczki w Warszawie, w którym była słynna komuna hipisów.  
Grochmalski założył również poznański Teatr Plastyków, działający przy Akademii Sztuk Pięknych (dzisiejszy Uniwersytet Artystyczny im. Magdaleny Abakanowicz w Poznaniu, w którym Grochmalski wykładał w latach 2000-2008). Jednym z członków zespołu TP był m.in. Robert Mleczko, twórca wideo i scenografii teatralnej, który w rozmowie dla Dwutygodnika wspominał, iż teatr zajmował się głównie performansem, ingerował w przestrzeń galeryjną i działał w mieście Poznaniu.
Oprócz pracy jako reżyser w Teatrze Maya oraz Teatrze Plastyków, Grochmalski reżyserował również w Teatrze Polskim (m.in. „Paradoks o aktorze”, Denis Diderot) oraz wystawiał swoje sztuki w Teatrze Muzycznym. Dokumentacja fotograficzna z pracy teatralnej Kazimierza Grochmalskiego przechowywana jest m.in. w Bibliotece Narodowej, Magazyn Ikonografii F.74094/II oraz w Wirtualnym Muzeum Historii Poznania (fotografie Jacka Kulmy).
Autorską metodę komediową Grochmalski wykładał na europejskich uczelniach, m.in. w Oksfordzie, Brukseli, Tunisie i Lyonie. 
Jako twórca koncepcji teatru offowego był w II poł. XX w. przez europejską prasę porównywany do dokonań Tadeusza Kantora i Jerzego Grotowskiego. W 1986 za animację kultury otrzymał Medal Młodej Sztuki.
Swoje wiersze poeta prezentował m.in. na antenie Radio Poznań w galerii Jerzego Piotrowicza. 

## Publikacje książkowe

### Poezja
- Teatr, którego nie było (2016)
- Traktat o marionetkach (2018)[16]
- Zanim opadnie kurtyna. Esej pisany wierszem (2021)[17]

### Proza
- Uśmiech (2020)[18]

## Ważniejsze omówienia krytycznoliterackie
- M. Zimny, „Słowiański fatalizm” Mistrza Grochmalskiego [w:] „Zeszyty Poetyckie”
- J. Mikołajczyk, Zanim opadnie kurtyna. Esej pisany wierszem [w:] „Popcentrala. Magazyn Kultury”
- A. Musiał, Poetyka łagodności [w:] „Wyspa”, 2019, nr 1, s. 161-163;
- I. Paczyńska, Przeciw bylejakości [w:] „Elewator. Kwartalnik literacko-kulturalny”, 2018, nr 4, s. 158-159;
- J. Grupiński, Czy świata jest za dużo [w:] „Akant”, r. 24, nr 6, s. 35;
- N. Dziuba, Autor (nie)znany – szkic krytyczny o Kazimierzu Grochmalskim [w:] „Obszary Przepisane”, nr 8/19

## Ważniejsze wywiady
- Teatr Maya, z Kazimierzem Grochmalskim rozmawia Wojciech Makowiecki [w:] Szczelbaczechowa. Co było, a nie jest. Poznań artystyczno-towarzyski lat 70/80 zeszłego wieku, Poznań 2016[19]
- Modlitwę swoją już zbudowałem... z Kazimierzem Grochmalskim rozmawia Lech Mergler [w:] "Mandragora"[20]